# Asterina madikeriensis
Asterina madikeriensis är en svampart som beskrevs av Hosag. 2006. Asterina madikeriensis ingår i släktet Asterina och familjen Asterinaceae.   Inga underarter finns listade i Catalogue of Life.